# 대디 데이 케어
《대디 데이 케어》(Daddy Day Care)는 미국에서 제작된 스티브 카 감독의 2003년 코미디 영화이다. 에디 머피 등이 주연으로 출연하였고 맷 버렌슨 등이 제작에 참여하였다.

## 출연

### 주연
- 에디 머피

### 조연
- 제프 갈린
- 스티브 잔
- 레지나 킹
- 케빈 닐론

## 기타
- 제작팀장: 루퍼스 기퍼드
- 제작부: 잭 브로드스카이
- 미술: 거레스 스토버
- 의상: 루스 E. 카터
- 배역: 주엘 베스트롭
- 배역: 진 맥칼디